# Bachelor of Science in Information Technology
Ein Bachelor of Science in Information Technology (kurz BScIT oder B.Sc. IT) ist ein Bachelor-Abschluss in den USA, der für ein Undergraduate-Studium im Bereich der Informationstechnologie verliehen wird. Einige dieser Abschlüsse sind vom Accreditation Board for Engineering and Technology (ABET) akkreditiert.

## Verlauf
Der Studiengang dauert in der Regel 3–4 Jahre bzw. 6–8 Semester. Als Abschlussarbeit muss eine umfassende Studie auf einem der folgenden Gebiete erstellt werden:
- Software-Entwicklung
- Software-Test
- Software-Engineering
- Computer-Netzwerke
- Webdesign
- Datenbanken
- Programmierung

Die Abschlussarbeit wird innerhalb eines Semesters geschrieben. Währenddessen finden fast keine Vorlesungen statt.
Das gleiche Kerncurriculum kann – abhängig von der Ausbildungsstätte – auch in folgenden Abschlüssen enthalten sein:
- Bachelor of Computer Science
- Bachelor of Computing in Computer Science
- Bachelor of Computer Security in Informatik
- Bachelor of Arts (BA) in Informatik
- Bachelor of Engineering (B. Eng) in Informatik
- Studium der Mathematik in den Computerwissenschaften
- Bachelor of Science (BSc oder BS) in Informatik

## Fertigkeiten
Viele an Universitäten und Hochschulen erlernte Fertigkeiten sind erforderlich, um als Software-Entwickler in einer Software-Firma Fuß zu fassen. In erster Linie ist logisches Denkvermögen erforderlich. Im Studiengang selbst werden alle Aspekte der modernen Softwareentwicklung gelehrt – von Oberflächendesign über Systemeffizienz bis hin zum ausgiebigen Testen der Software.
Studierende, die nach Abschluss des Bachelor-Studiums noch eine weitere Ausbildung im Software-Engineering anstreben, haben die Möglichkeit zur Ausbildung zum Master of Science in Information Technology (M. Sc IT), die auch zum Doctor of Information Technology (DIT) fortgesetzt werden kann.
Folgende Vorlesungen finden sich in den meisten Studiengängen zum Bachelor of Science in Information Technology. Sie stellen eine breite Vielfalt aus allen Gebieten der Informatik dar.
- Programmiersprachen
- Betriebssysteme
- Algorithmen und Datenstrukturen
- Computer Networking
- Daten-Kommunikation
- Datenbank-Management-Systeme, insbesondere relationale DBMS
- Software-Engineering
- Computergrafik
- Verteilte Systeme
- Web-Entwicklung
- Data-Mining
- Künstliche Intelligenz
- Multimedia
- E-Commerce
- Computer, Ethik und Internetrecht
- Unix Shell Scripting
- Software-Test
- Digitaltechnik